# Бартов (Западна Померанија)
Бартов (њем. Bartow) град је у њемачкој савезној држави Мекленбург-Западна Померанија. Једно је од 69 општинских средишта округа Демин. Према процјени из 2010. у граду је живјело 550 становника. Посједује регионалну шифру (AGS) 13052004.

## Географски и демографски подаци
Бартов се налази у савезној држави Мекленбург-Западна Померанија у округу Демин. Град се налази на надморској висини од 23 метра. Површина општине износи 25,0 km². У самом граду је, према процјени из 2010. године, живјело 550 становника. Просјечна густина становништва износи 22 становника/km².

## Међународна сарадња
| Мјесто | Држава | Врста сарадње | Од    |
| ------ | ------ | ------------- | ----- |
|        | Пољска | партнерство   | 2000. |
| Извор  |        |               |       |